# Harutjun Kalenz
Harutjun Kalenz (armenisch Յարութիւն Կալենց (Հարմանտաեան); russisch Арутюн Галенц урождённый Хармандаян; * 27. Märzjul. / 9. April 1910greg. in Gürün als Harutjun Charmandajan; † 7. März 1967 in Jerewan) war ein armenisch-sowjetischer Maler.

## Leben
Harutjun stammte aus einer adligen Familie aus Ani. Sein Vater Tiratur Charmandajan besaß eine Wollfärberei. 1915 während des Völkermords an den Armeniern wurde der Vater von türkischen Soldaten abgeholt und nie wieder gesehen. Der Mutter mit Harutjun und seinen drei Brüdern gelang die Flucht nach Aleppo. Dort starb sie nach wenigen Tagen aufgrund der Entbehrungen, und die Kinder kamen in ein Waisenhaus. Harutjun zeigte früh sein künstlerisches Interesse, wobei ihn eine der Waisenhaus-Schwestern unterstützte. Oft trieb er sich auf Aleppos Märkten herum und malte.

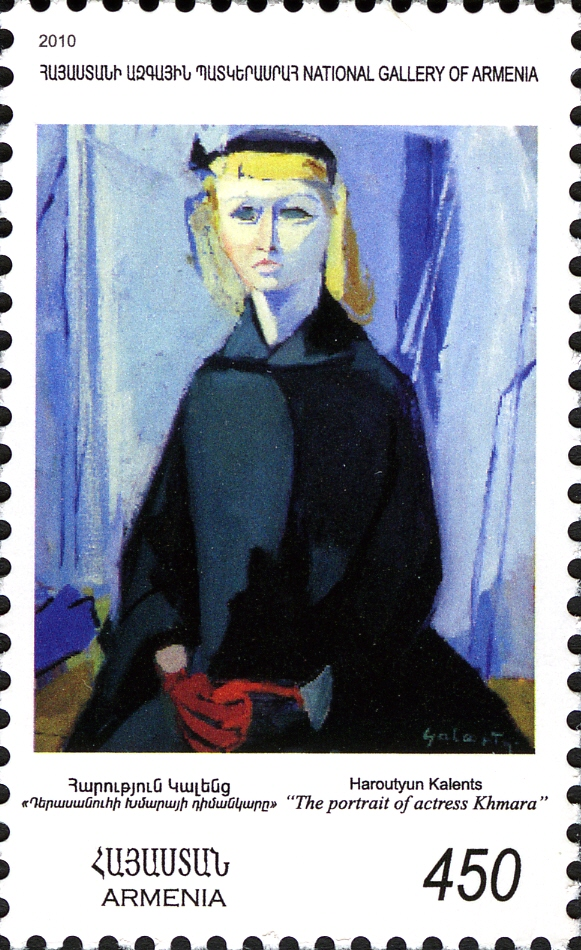
Porträt der Schauspielerin Chmara in der Armenischen Nationalgalerie (Briefmarke der armenischen Post anlässlich des 100. Geburtstags von Harutjun Kalenz)

1922 verließ Harutjun das Waisenhaus und begann eine Lehre bei einem Lithografen. Ab 1923 erhielt er seine erste künstlerische Ausbildung von Onik Awetissjan. Er folgte seinen Brüdern nach Tripoli, wo sie ein Fotostudio eröffneten. Harutjun malte die Hintergründe für die Fotos. 1929–1933 studierte er an der Kunstakademie Beirut bei dem französischen Maler Claude Michulet. Anschließend lehrte Harutjun dort selbst Malerei bis 1939. Auf der 1939 New York World’s Fair erhielt er eine Verdienstmedaille des Ausstellungspräsidiums und von der libanesischen Regierung einen Ehrenpreis für seine Bas-Reliefs für den libanesischen Pavillon. Er hatte in Beirut ein Atelier und gehörte zu den Gründern der Union der Maler im Libanon.
1943 heiratete Harutjun in Beirut Armine Paronjan, die er 1938 als Lehrling angenommen hatte und die eine bedeutende Malerin geworden war. Sie bekamen zwei Söhne, Armen und Saro. 1946 wanderten sie nach Jerewan ein. 1947 wurde er Mitglied der Armenischen Künstler-Union, die die Werke der heimgekehrten Maler in einer Sammelausstellung vorstellte. 1949 wurde er als kosmopolitischer Formalist aus der Künstler-Union ausgeschlossen. Harutjun stellte ab 1961 seine Werke auch in mehreren Einzelausstellungen in Jerewan und Moskau aus. Seine Landschaftsbilder und Stillleben fielen durch ihre strahlenden Farben auf.
Harutjun Kalenz ist einer der Helden in Andranik Zarukjans Beschreibung der Leute ohne Kindheit (Մանկութիւն Չունեցող Մարդիկ, 1955) aus dem Waisenhaus in Aleppo. Auch Martiros Sarjan beklagte die verlorene Kindheit dieser Generation. I. G. Ehrenburg veröffentlichte 1962 einen Aufsatz über Harutjun Kalenz. A. I. Gitowitsch widmete ihm eins seiner Gedichte. 1996 veröffentlichte Armine Kalenz Erinnerungen an Harutjun Kalenz.
2010 wurde in Jerewan das Haus von Harutjun und Armine Kalenz zum Kalenz-Museum mit 200 Bildern und mehr als 200 grafischen Werken sowie Archivmaterial. Bilder von Harutjun Kalenz befinden sich in der Nationalgalerie Armeniens und im Jerewaner Museum für Moderne Kunst sowie in vielen Privatsammlungen außerhalb Armeniens. 2013 gab es im Jerewaner Cafesjian Center for the Arts eine Harutjun-Kalenz-Ausstellung sowie 2016 die Ausstellung Vier Lebenswege. Zwei Künstlerpaare in der armenischen Tradition, Mariam Aslamazyan, Nikolai Nikogosyan, Harutyun Kalentz und Armine Kalentz in der Galerie des Kulturhauses in Berlin-Karlshorst.

## Ehrungen
- Verdienter Künstler der Armenischen SSR
- Staatspreis der Armenischen SSR (1967 postum)